# Parietobalaena
La parietobalena (gen. Parietobalaena) è un cetaceo estinto appartenente ai misticeti. Visse tra il Miocene medio e il Miocene superiore (circa 16 – 7 milioni di anni fa) e i suoi resti fossili sono stati ritrovati in Nordamerica, Europa, Asia e forse Australia.

## Descrizione
L'aspetto di questo animale doveva essere vagamente simile a quello delle odierne balenottere, ma le dimensioni erano molto minori: la lunghezza degli esemplari adulti doveva essere di 4 – 6 metri. Il cranio di Parietobalaena era di tipo relativamente arcaico, e terminava in un rostro piuttosto stretto e appuntito anteriormente. Le aperture nasali si aprivano posteriormente, a circa un terzo della lunghezza del rostro; le ossa che formavano il rostro raggiungevano a malapena il livello dei processi antorbitali, mentre i processi zigomatici delle ossa squamose erano sottili e rigonfi. 

## Classificazione
Il genere Parietobalaena venne descritto nel 1924 da Kellogg, che studiò una scatola cranica proveniente dalla formazione Calvert del Maryland (Miocene medio) e la denominò Parietobalaena palmeri.  Successivamente a questa specie vennero attribuiti numerosi altri fossili, comprendenti crani, sempre provenienti dalla formazione Calvert. Lo stesso Kellogg, nel 1931, descrisse un'altra specie attribuita a questo genere, P. securis, proveniente da terreni del Miocene medio della California. Al genere Parietobalaena sono poi state attribuite altre specie provenienti dal Belgio (P. affinis e P. laxata, inizialmente ritenute specie di Cetotherium e di Idiocetus); sempre in Belgio è nota la specie P. campiniana, descritta nel 2013. In terreni del Miocene medio del Giappone è stata invece ritrovata P. yamaokai. Altri fossili attribuiti con qualche dubbio a Parietobalaena sono stati ritrovati in Australia. 

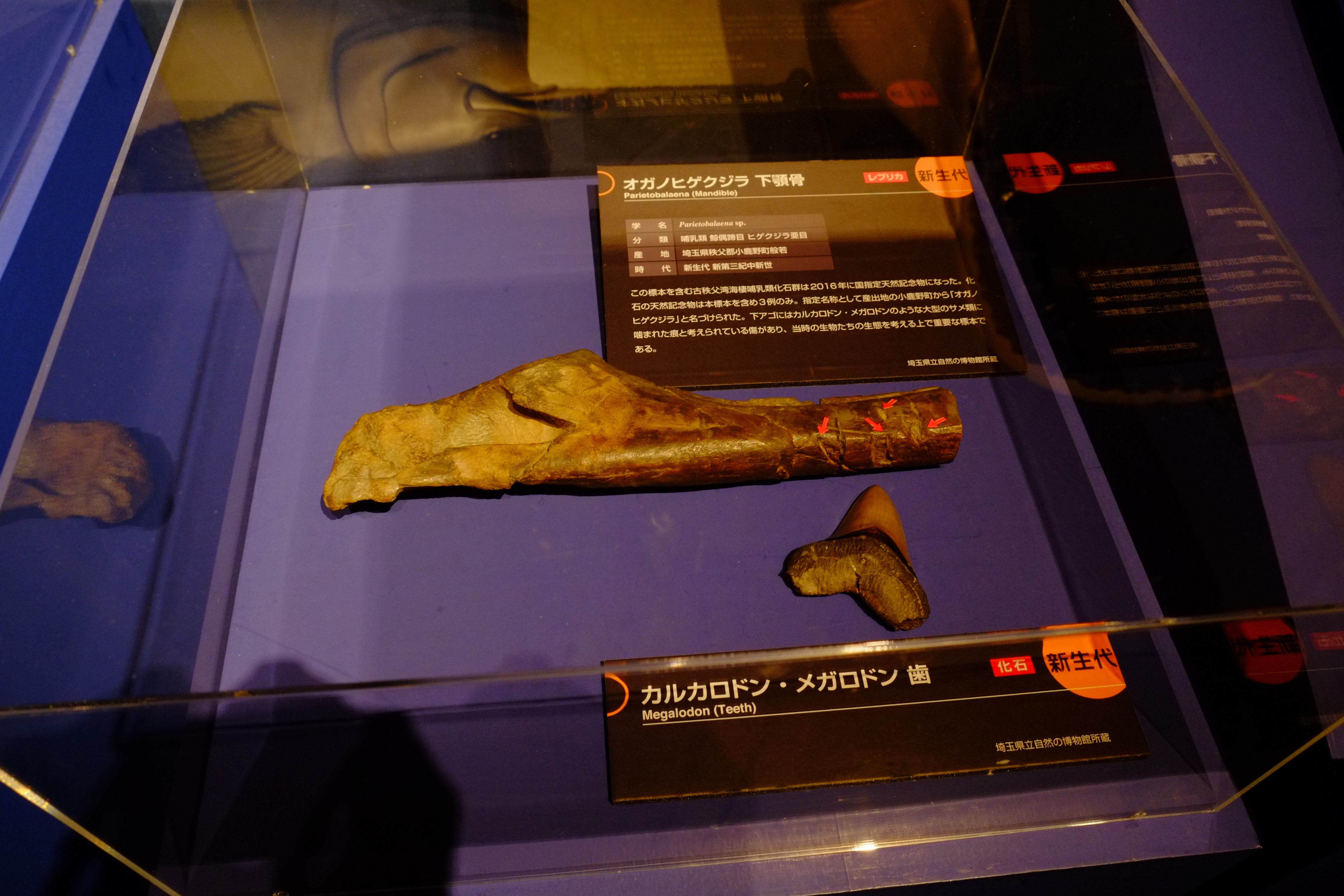
Mandibola di Parietobalaena con segni dei denti dello squalo Carcharocles

Parietobalaena fa parte di una radiazione evolutiva di misticeti basali, avvenuta tra il Miocene inferiore e il Miocene medio. Non è chiaro a quale famiglia di misticeti appartenesse Parietobalaena; alcuni la avvicinano ai cetoteriidi propriamente detti, altri a Diorocetus e altri ancora la attribuiscono ai Pelocetidae (come Eobalaenoptera e Cophocetus). 

## Paleoecologia
Parietobalaena doveva essere un animale relativamente comune nella sua epoca: i fossili delle specie nordamericane, P. palmeri e P. securis, erano le specie di misticeti più abbondanti nelle rispettive formazioni geologiche.